# بونتا أومبريا
بلدية بونتا أومبريا (بالإسبانية: Punta Umbría) هي بلدية تقع في مقاطعة ولبة التابعة لمنطقة أندلوسيا جنوب إسبانيا.

## الديموغرافيا
بلغ عدد سكان بلدية بونتا أومبريا 14.899 نسمة عام 2011 (وفقاً للمعهد الوطني الإسباني للإحصاء).
| 10.998 | 11.864 | 12.583 | 12.736 | 14.274 | 14.708 | 14.899 |